# Diagonal Norte
Diagonal Norte è una stazione della linea C della metropolitana di Buenos Aires.
Si trova sotto calle Sarmiento, presso l'intersezione con avenida Roque Sáenz Peña, meglio conosciuta come Diagonal Norte, nel barrio di San Nicolás. È un'importante stazione di scambio e permette l'accesso alle stazioni Carlos Pellegrini della linea B e 9 de Julio e linea D.
La stazione è stata proclamata monumento storico nazionale il 16 maggio 1997.

## Storia
La stazione è stata inaugurata il 9 novembre 1934, quando fu aperto al traffico il primo segmento della linea C compreso tra Diagonal Norte e Constitución. L'interno è decorato con una serie di maioliche con paesaggi spagnoli.
Tra il 1952 ed il 1955 fu intitolata ad Eva Perón.

## Interscambi
Nelle vicinanze della stazione effettuano fermata diverse linee di autobus urbani ed interurbani.
- Fermata metropolitana (Carlos Pellegrini, linea B)
- Fermata metropolitana (9 de Julio, linea D)
- Fermata autobus

## Servizi
La stazione dispone di:
- Biglietteria a sportello
- Biglietteria automatica